# Іванченко Раїса Василівна
Раїса Василівна Іванченко  (народ. 15 лютого 1940, село Опришки Полтавської області, Україна) —  доярка радгоспу імені Карла Маркса Аламединського району Чуйської області, Киргизька РСР. Герой Соціалістичної Праці (1976). Депутат Верховної Ради Киргизької РСР.

## Біографія
Народилася у 1940 році в селі Опришки Полтавської області в селянській родині. З 1966 року працювала дояркою в колгоспі Аламединського району Чуйської області, Киргизька РСР. З 1973 року щорічно показувала високі результати з надою молока.  Найвищий показник - 5467 кг від фуражної корови. Указом Президії Верховної Ради СРСР від 25 грудня 1976 року їй було присвоєно звання Героя Соціалістичної Праці з врученням ордена Леніна та золотої медалі « Серп і Молот».З 1972 року – член КПРС. Неодноразово обиралася депутатом Верховної Ради Киргизької РСР (1975-1984).